# 3-ヘキシン
3-ヘキシンは、式C2H5CCC2H5で表される有機化合物である。無色の液体でありヘキシンの3つの異性体のうちの1つである。3-ヘキシンは、5-デシン、4-オクチン、2-ブチンとともに一連の対称アルキンを形成する。有機金属化学の試薬である。

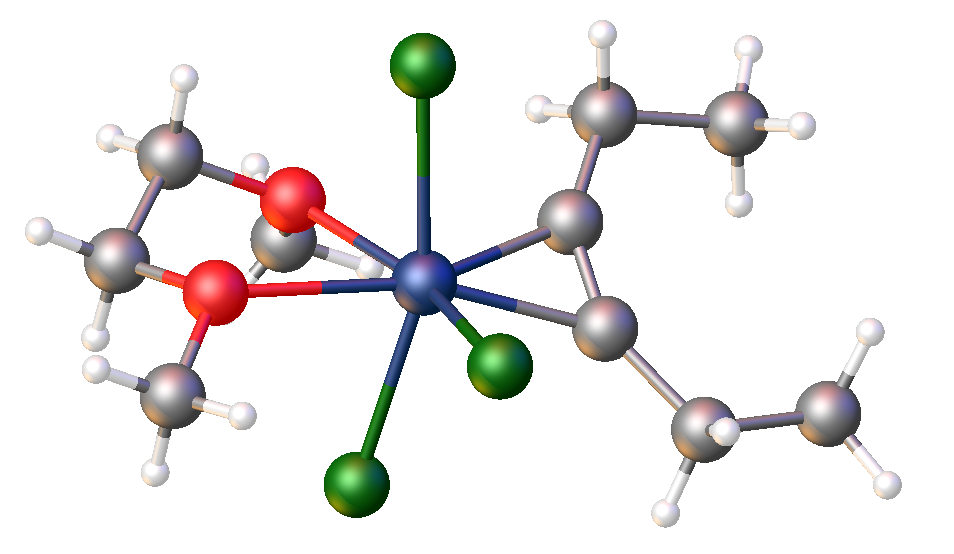
錯体NbCl_{3}(ジメトキシエタン)(3-ヘキシン)の構造